# Valur (kvindefodbold)
Knattspyrnufélagið Valur (bliver også kaldt for Valur Reykjavik Kvenna) er den kvindelige afdeling i den islandske fodboldklub Valur i Reykjavík. Holdet spiller sine hjemmekampe på Hlíðarendi. 
Valur har i alt vundet det islandske mesterskab, Úrvalsdeild kvenna, hele 11 gange og pokalturneringen, Bikarkeppni kvenna, 13 gange.

## Titler
- Úrvalsdeild kvenna: 14[2]

- 1978, 1986, 1988, 1989, 2004, 2006, 2007, 2008, 2009, 2010, 2019, 2021, 2022, 2023

- Bikarkeppni kvenna: 15[2]

- 1984, 1985, 1986, 1987, 1988, 1990, 1995, 2001, 2003, 2006, 2009, 2010, 2011, 2022, 2024

- Meistarakeppni kvenna: 9[2]

- 2004, 2005, 2007, 2008, 2009, 2010, 2011, 2018, 2019, 2022

- Deildarbikarkeppni kvenna í knattspyrnu: 5[2]

- 2003, 2005, 2007, 2010, 2017

## Aktuel trup
Oversigten er opdateret til og med 5. juli 2022.
| Nr. | Land   | Position | Spiller                  |
| --- | ------ | -------- | ------------------------ |
| 1   | Island | MM       | Sandra Sigurðardóttir    |
| 3   | Island | MI       | Arna Eiríksdóttir        |
| 4   | Island | FO       | Arna Ásgrímsdóttir       |
| 5   | Island | MI       | Lára Pedersen            |
| 6   | Island | MI       | Mist Edvardsdottir       |
| 7   | Island | FO       | Elísa Viðarsdóttir       |
| 8   | Island | MI       | Ásdís Halldórsdóttir     |
| 9   | Island | AN       | Ída Marín Hermannsdóttir |
| 10  | Island | AN       | Elín Metta Jensen        |
| 11  | Island | FO       | Anna Rakel Pétursdóttir  |
| 13  | USA    | AN       | Cyera Hintzen            |
| 15  | Island | MI       | Brookelynn Entz          |
| 16  | Island | MI       | þórdís Ágústsdóttir      |

| Nr. | Land      | Position | Spiller                       |
| --- | --------- | -------- | ----------------------------- |
| 17  | Island    | MI       | þórdís Sigfúsdóttir           |
| 18  | Island    | FO       | Málfríður Anna Eiríksdóttir   |
| 19  | Island    | AN       | Bryndis Níelsdóttir           |
| 20  | Island    | MM       | Fanney Inga Birkisdótir       |
| 21  | Island    | MI       | Lillý Rut Hlynsdóttir         |
| 22  | Venezuela | AN       | Mariana Speckmaier            |
| 23  | Island    | AN       | Guðrún Karítas Sigurðardóttir |
| 24  | Island    | FO       | Mikaela Pétursdóttir          |
| 27  | Island    | MI       | Ásgerður Baldursdóttir        |
| 31  | Island    | MI       | Katla Tryggvadóttir           |
| 32  | Island    | AN       | Fanndís Friðriksdóttir        |